# Cyril Serredszum
Cyril Serredszum (Metz, 2 ottobre 1971) è un allenatore di calcio ed ex calciatore francese, di ruolo centrocampista.

## Palmarès

### Giocatore

#### Competizioni nazionali
- Coppa di Lega francese: 1

Metz: 1995-1996

#### Competizioni internazionali
- Coppa Intertoto UEFA: 1

Montpellier: 1999